# آزپیتیا
آزپیتیا (به اسپانیایی: Azpeitia) یک دهستان در اسپانیا است که در سرزمین باسک (منطقه خودمختار) واقع شده‌است. آزپیتیا ۲۱۰٫۱۲ کیلومتر مربع مساحت و ۱۴٬۵۸۰ نفر جمعیت دارد و ۸۰ متر بالاتر از سطح دریا واقع شده‌است.